# Carolus Rein
Karl "Carolus" Hilding Gabriel Rein, född 14 maj 1935 i Åbo, Finland, död 24 april 2017 i Migennes, Frankrike, är en finlandssvensk romanförfattare och poet.
Rein tog fil. kand.-examen 1970 och var länskonstnär i Nylands län 1975–1977. Han debuterade 1954 med Färd genom verkligheten och har sedan publicerat en rad diktsamlingar där hans kunskap om myternas värld förenas med ett ibland surrealistiskt språk såsom i t. ex. Eros och logos (1973), eller Stigar mellan Elysion och Hades (1978) och Ismenes återkomst (1990). Romanen Erinnyerna (1976) ger prov på en prosa helt frikopplad från begrepp som tidsfixering och läsartillvändhet.
Rein flyttade i slutet av 1990-talet till Sverige där hans diktning bemötts med större förståelse än i hemlandet. Hans lyrik är en sentida arvtagare till Stagnelius och Almquist. År 2005 flyttade han till Migennes i Frankrike.

### Diktsamlingar
- 1954 Färd genom verkligheter
- 1955 Syskon till ingen
- 1956 Dansens yta
- 1958 Vårsvart
- 1960 Seende
- 1963 Världen är endast du
- 1967 Det obesegrades röst
- 1971 Vågbrytningar
- 1973 Eros och logos
- 1978 Stigar mellan Elysion och Hades
- 1981 Mellanstationer
- 1984 Amor et Apocalypsis
- 1986 Dekader, Ekolod (dikturval)
- 1990 Ismens återkomst
- 1992 Försenad implikation

### Romaner
- 1976 Erinnyerna
- 1995 Minus